# Ноа, Джон
Джон Майкл Ноа (англ. John Michael Noah; 21 ноября 1927, Крукстон, штат Миннесота, США — 3 сентября 2015, Фарго, штат Северная Дакота, США) — американский хоккеист, серебряный призёр зимних Олимпийских игр в Осло (1952).

## Спортивная карьера
С 1947 по 1951 гг. учился в Университете Северной Дакоты, за хоккейную команду которого выступал. Затем он играл за любительские клубы Crookston Pirates и Warroad Lakers.
В составе национальной сборной США завоевал серебряную медаль на летних Олимпийских играх в Осло (1952).
Затем он был молодежным тренером в городе Фарго, Северная Дакота. Был введен в Зал спортивной Зал славы штата Северная Дакота (1976).